# Plateau d’équilibre

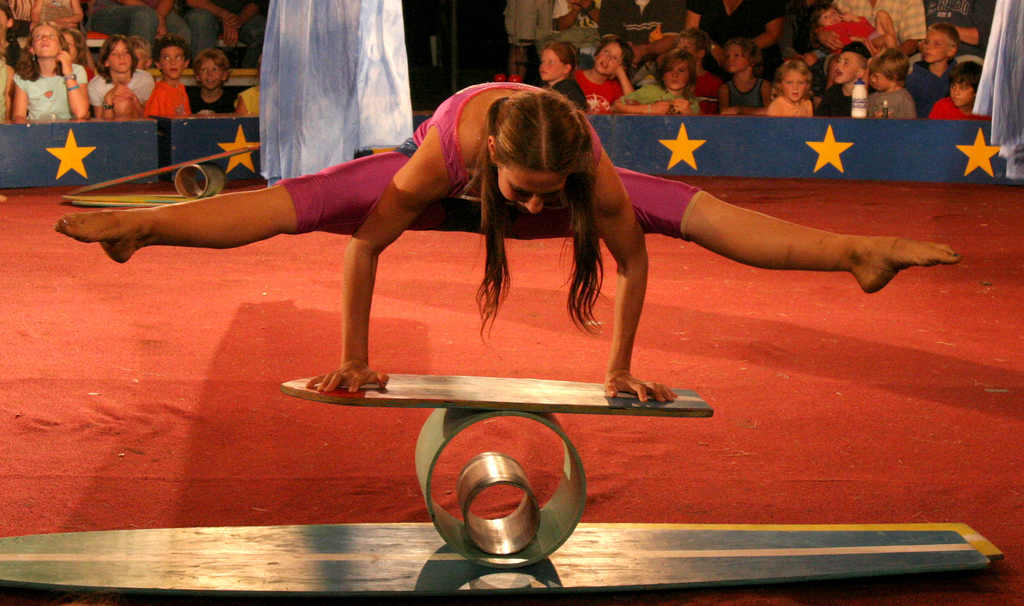
Une femme se tient en équilibre sur un rola bola en s'appuyant sur ses mains

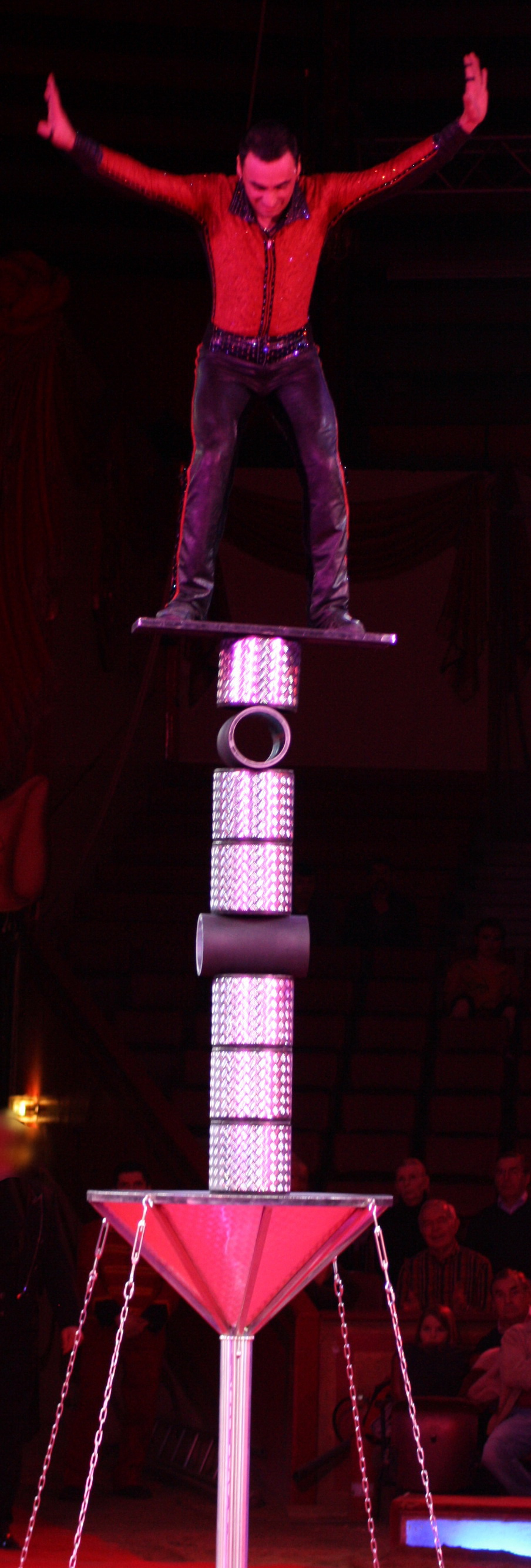
Un homme se tient debout sur un rola bola constitué de trois cylindres verticaux appuyés sur deux cylindres horizontaux.

Un plateau d’équilibre ou rola bola (aussi appelé rolla bolla, rolo bolo, roly Boly,  ou rouleau américain) est dans sa forme la plus simple une planche sur un cylindre sur lequel une personne monte. La planche se balance à droite et à gauche de manière analogue à une lame de scie. L'axe de rotation se déplace car le cylindre roule sous la planche. Avec un peu de pratique, garder l'
équilibre sur un rola bola n'est pas difficile.

## Description
L'intérêt vient de dépasser le simple fait de tenir dessus. On peut empiler les rouleaux de diverses manières pour augmenter la difficulté et rendre la performance plus spectaculaire.
D'autres arts du cirque peuvent être pratiqués sur un Rola Bola, par exemple jonglage, bolas, bâton du diable, hula hoop, portés acrobatiques ou équilibres sur les mains.
On peut également monter à plusieurs sur un rola bola, face à face (chaque artiste a un pied de chaque côté du rouleau) ou même côte à côte (les deux artistes sont l'un à droite du rouleau, l'autre à gauche, et ils se tiennent).
Le cylindre est généralement en bois (lourd), PVC ou métal. Le PVC peut être glissant, il se plie s'il n'est pas assez épais. Alternativement, une grosse boule, comme une boule de bowling, peut être utilisée. La planche est le plus souvent en bois. Des bandes antidérapantes peuvent être ajoutés à la planche et le rouleau. Des tasseaux peuvent être ajoutés aux extrémités de la planche, dessous, pour la rendre plus sûre pour les débutants.

## Figures
En plus des figures évoquées dans le texte ci-dessus:
- tenir sur la planche, de plus en plus longtemps
- en surfeur : un pied à chaque bout de la planche, vers le petit côté
- à genoux
- sur un pied, sauter pour changer de pied
- accroupi (« la grenouille »)
- pieds joints, un de chaque côté du rouleau
- pied joints, vers le petit côté (« le pingouin »), puis marcher le long de la planche
- demi-tour et tour complet en sautant
- monter en sautant
- monter en faisant faire à la planche des figures de skateboard
- le saut demi tour sur les mains